# Estats Units Bèlgics
Els Estats Units bèlgics (en neerlandès: Verenigde Nederlandse Staten o Verenigde Belgische Staten) 1790-1790 són una confederació dels països dels Països Baixos austríacs que es van declarar independents de l'emperador Josep II.

## Explicació terminològica
En aquesta època, el mot bèlgic, bèlgica era un adjectiu científic inspirat del llatí que significava Països Baixos i s'utilitzava tant per als Països Baixos del sud com per als del nord. Vegeu també: Països Baixos (topònim).

## Independència i Tractat d'Unió
La revolució brabançona de 1787 a 1790 és una reacció conservadora dels nobles, conduït per Hendrik van der Noot (1731-1827) contra la Il·lustració i les reformes de l'emperador Josep II. L'ala democràtica, conduïda per Jan Baptist Verlooy (1746-1797) va fugir cap a França.
Els estats generals de les diverses províncies (excepte Luxemburg) i, per primera vegada, el Principat de Lieja van signar un tractat d'unió l'11 de gener de 1790 amb una constitució amb molts articles de la Constitució dels Estats Units d'Amèrica.
La nova república no obtingué gaire aprovació internacional. Hi havia també divisions internes entre el clergat i la noblesa conservadora, d'un costat, i els liberals independentistes -però inspirats per la Il·lustració-, de l'altre. Ja al desembre de 1790, l'exèrcit austríac va reconquerir el poder en nom del nou emperador Leopold II un cop vençuts els estatistes en la batalla de Falmagne el 28 de setembre.